# Fiacre
Um fiacre é uma carruagem de aluguer, de quatro rodas, puxada normalmente por um cavalo. EM Viena, estas carruagens toma, o nome de fiaker.

## Origem
O uso mais antigo da palavra em inglês é citado pelo Oxford English Dictionary em 1699 (" Fiacres ou Hackneys, pendurados com molas duplas"). O nome é derivado indiretamente de Saint Fiacre; o Hotel de Saint Fiacre, em Paris, alugava carruagens desde meados do século XVII. São Fiacre foi adotado como padroeiro dos taxistas devido à associação do seu nome com a carruagem.

## Em Paris
Em 1645, Nicholas Sauvage, um construtor de carroças de Amiens, decidiu abrir um negócio em Paris, alugando cavalos e carruagens à hora. Estabeleceu-se no Hotel de Saint Fiacre e alugava as suas carruagens de quatro lugares a um preço de 10 sous por hora. Em vinte anos, a ideia de Sauvage transformou-se no primeiro sistema de transportes públicos da cidade: les carosses à 5 sous ("as carruagens a 5 sous"). Essas carruagens de 8 lugares, precursoras dos autocarros modernos, foram postas ao serviço em cinco "linhas" entre maio e julho de 1662, mas desapareceram das ruas de Paris em 1679, quase certamente, devido ao aumento vertiginoso do preço.
Embora o sistema de transportes públicos tenha sofrido um declínio temporário, os taxistas privados foram rápidos a preencher as lacunas com carruagens, incluindo a "vinaigrette", uma espécie de cadeira com duas rodas puxada e guiada por duas pessoas; o "cabriolet", uma perigosa charrete de duas rodas puxada por um cavalo; e os mais tradicionais fiacres de quatro rodas. Na época da Revolução, havia mais de 800 fiacres em operação em Paris.
Em 1855, Napoleão III estabeleceu um monopólio dos fiacres de Paris através da Compagnie Impériale des Voitures à Paris (CIV), que em 1860 operava 3830 fiacres e possuía 8000 cavalos; nesse ano, a CIV transportou mais de 10 milhões de passageiros. Os cocheiros dos fiacres ganhavam cerca de três francos por dia, mais dois francos em gorjetas. Em 1866, a CIV perdeu o seu estatuto de monopólio e passou a ser uma sociedade anónima . Começou a utilizar veículos motorizados em 1898, mas ainda operava 3500 veículos puxados por cavalos em 1911.
Na década de 1890, a cantora de music hall parisiense Yvette Guilbert introduziu uma canção popular, Le fiacre, na qual um marido idoso vê a sua esposa a passar num fiacre com o amante.

## Em Viena
Em Viena, estas carruagens de aluguer chamam-se Fiaker. Foram popularizadas na música popular, como na canção de Gustav Pick, "Fiakerlied". Os fiacres e os seus cocheiros também figuram em óperas de Johann Strauss II e na ópera Arabella de Richard Strauss (onde o segundo ato acontece no baile dos fiacres).

## Atualmente
Os fiacres ainda sobrevivem em Viena e noutras cidades europeiass como atrações turísticas.